# Roman Livaja
Roman Livaja (Malmö, 1 de noviembre de 1974) es un deportista sueco que compitió en taekwondo. Ganó una medalla de bronce en el Campeonato Europeo de Taekwondo de 2000 en la categoría de –78 kg.
Participó en los Juegos Olímpicos de Sídney 2000, donde finalizó cuarto en la categoría de –80 kg.

## Palmarés internacional
| Campeonato Europeo | Campeonato Europeo | Campeonato Europeo | Campeonato Europeo |
| Año                | Lugar              | Medalla            | Categoría          |
| ------------------ | ------------------ | ------------------ | ------------------ |
| 2000               | Patras (Grecia)    | Medalla de bronce  | –78 kg             |